# Kuppengraben I
Der Kuppengraben I ist ein Meliorationsgraben und orographisch linker Zufluss der Storkower Gewässer auf der Gemarkung der
Gemeinde Heidesee im Landkreis Dahme-Spreewald in Brandenburg. Er beginnt auf einer landwirtschaftlich genutzten Fläche, die sich südöstlich des Heideseer Ortsteils Friedersdorf befindet. Von dort fließt er in südöstlicher Richtung und nimmt dabei Wasser aus einer Niederungsfläche auf. Er schwenkt anschließend in östliche Richtung und verläuft auf einer Länge von rund 790 Metern parallel zur Bahnstrecke Königs Wusterhausen–Frankfurt (Oder). Anschließend schwenkt er erneut in südöstliche Richtung und fließt östlich des Flugplatzes Friedersdorf vorbei. Von Norden führt anschließend der Buschgraben zu. Der Graben erreicht den Wohnplatz Wolziger Kolonie, fließt nördlich an ihm vorbei und entwässert im Ortsteil Wolzig in die Storkower Gewässer.